# Paracharonopsis cambayensis
Genre
Espèce
Paracharonopsis cambayensis, unique représentant du genre Paracharonopsis, est une espèce fossile d'amblypyges de la famille des Paracharontidae.

## Distribution
Cette espèce a été découverte dans de l'ambre d'Inde. Elle date du Paléogène.

## Description
L'holotype mesure 2,0 mm.

## Étymologie
Son nom d'espèce, composé de cambay et du suffixe latin -ensis, « qui vit dans, qui habite », lui a été donné en référence au lieu de sa découverte, Cambay.

## Publication originale
- Engel & Grimaldi, 2014 : Whipspiders (Arachnida: Amblypygi) in amber from the Early Eocene and mid-Cretaceous, including maternal care. Novitates Paleoentomologicae, vol. 9, p. 1–17.